# Wohn- und Wirtschaftsgebäude Dorfstraße 35

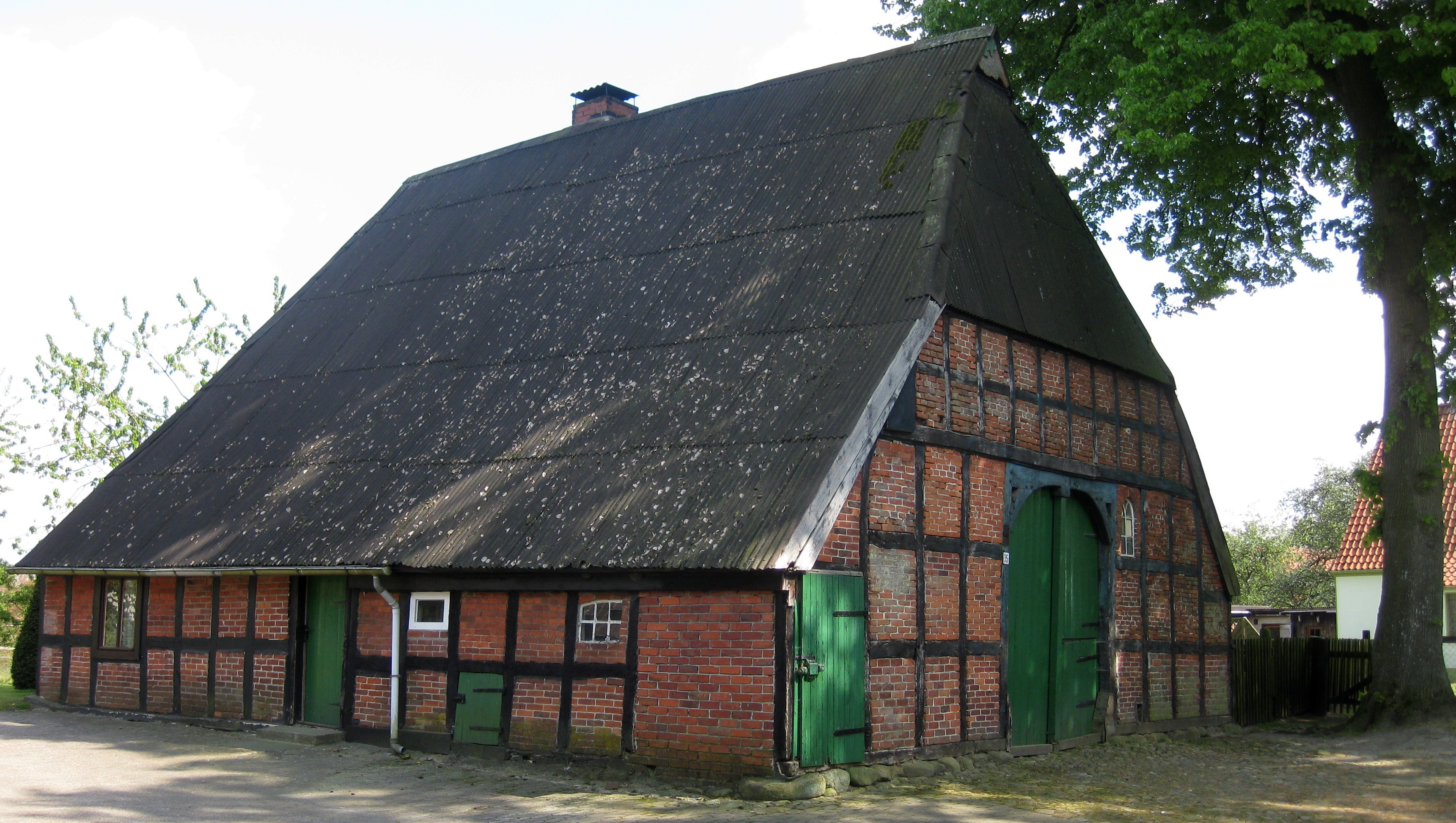
Nord- und Westfassade (2011)

Das Wohn- und Wirtschaftsgebäude Dorfstraße 35 in der niedersächsischen Gemeinde Beverstedt, Ortsteil Lunestedt/Westerbeverstedt, im Landkreis Cuxhaven, stammt aus der Mitte des 19. Jahrhunderts. Aktuell (2024) wird es als Wohnhaus und wohl landwirtschaftlich genutzt.
Das Gebäude steht unter Denkmalschutz (siehe auch Liste der Baudenkmale in Beverstedt).

## Beschreibung
Das eingeschossige giebelständige Wohn- und Wirtschaftsgebäude, ein Zweiständer-Hallenhaus in Fachwerk mit Steinausfachungen, mit Krüppelwalmdach als Niedersachsengiebel mit Uhlenloch und der Grooten Door mit Korbbogen, wurde um 1850 gebaut. Am hinteren Wohngiebel ist der Walm weiter herabgezogen worden.
Das Landesdenkmalamt befand u. a.: „… regionstypisches Hallenhaus der Mitte des 19. Jahrhunderts in Zweiständerkonstruktion …“